# Pace di Giaffa
La pace di Giaffa (anche trattato di Giaffa) del 1229, corrispodente all'anno 626 AH (Anno Hegirae)  del calendario islamico, fu un documento sottoscritto dal sacro romano imperatore Federico II di Svevia e dal sultano ayubbide al-Malik al-Kāmil, nipote del celebre Saladino, che sanciva l'accordo per porre fine alla sesta crociata.
Durante i primi decenni del XIII secolo, nonostante un rinnovato fervore religioso della cristianità, le crociate si susseguirono con scarsi risultati, tanto che sia la quarta che la quinta crociata non raggiunsero nemmeno la Terrasanta. L'imperatore Federico II, sollecitato per lungo tempo dal pontefice affinché guidasse una nuova crociata, partì infine per l'Oriente nel 1228, nonostante la scomunica inflittagli da papa Gregorio IX. Il Vicino Oriente era allora sotto il controllo del sultano d'Egitto al-Malik al-Kāmil, al tempo principale guida dell'Islam.
Nonostante le importanti forze militari impiegate da Federico, la sesta crociata non vide significativi scontri armati. Federico e al-Kāmil, che da lungo tempo ricercavano reciprocamente una collaborazione, all'inizio del 1229 trovarono infine un accordo, risolvendo quindi pacificamente la crociata. Il perfezionamento del trattato avvenne il 18 febbraio dello stesso anno; il testo già concordato e che il sultano aveva in precedenza munito del proprio sigillo e affidato a Fahr al-Dīn, diplomatico tra i principali artefici delle trattative, veniva a sua volta autenticato con l'apposizione da parte del sigillo dell'impertatore svevo alla presenza di testimoni e dello stesso dignitario islamico latore del documento a Giaffa, città oggi facente parte dello stato d'Israele. I due regnanti, a cui va riconosciuto il merito dell'esito positivo dell'accordo, in effetti non  si incontreranno mai personalmente, né in questa, né in altre occasioni, pur rimanendo in rapporti cordiali per un lungo periodo. Con il trattato i sovrani assicurarono alla Terrasanta quasi vent'anni di relativa pace, sancendo per la prima volta la convivenza pacifica tra cristiani e musulmani e la condivisione dei luoghi santi tra le due religioni.
La morte del sultano nel 1238 e lo scontro che contrapponeva Federico II alla Chiesa in Europa portarono nuovi attori geopolitici a sconfessare il trattato e a riprendere confronto armato. Il trattato di Giaffa fu l'ultimo tentativo negoziale tra cristiani e musulmani nel contesto delle crociate ad aver avuto esito favorevole, e fu effettivamente l'unica e ultima tutela legale a permettere la sopravvivenza del Regno di Gerusalemme.

## Preludio

### Genesi della sesta crociata

#### Le crociate inefficaci
Gerusalemme era stata persa dai crociati e conquistata da Saladino nel 1187, generando al contempo costernazione nell'Europa cristiana, ma anche ravvivando l'impegno per la difesa della Terrasanta e il fervore verso nuove crociate. La terza, la quarta e la quinta crociata furono tuttavia fallimentari, frustrando le aspettative delle autorità ecclesiastiche di una riconquista della città santa dopo decenni in mani nemiche.

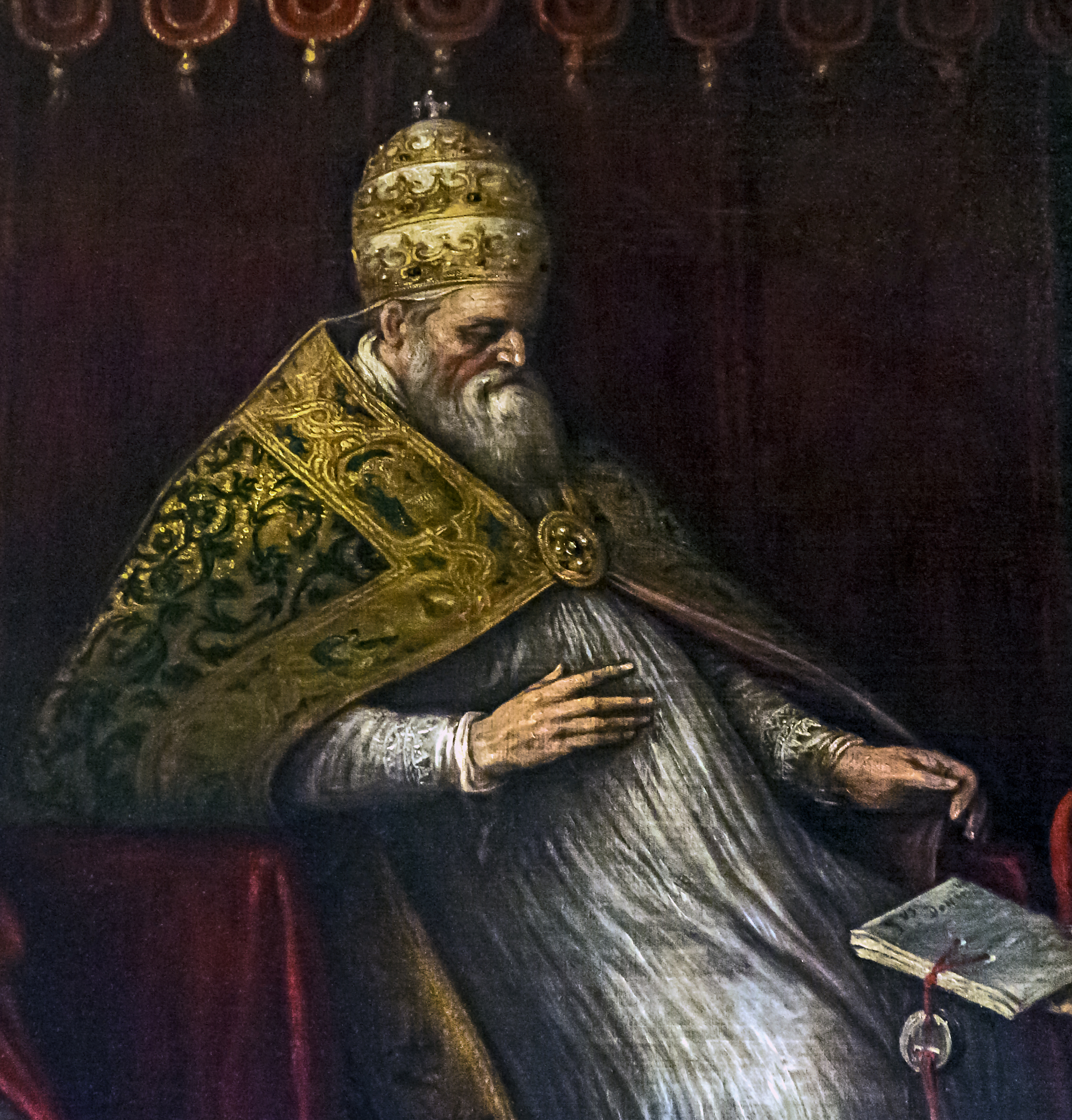
Papa Onorio III (1216-1227) fu il principale artefice della sesta crociata e quindi, seppur indirettamente, della pace di Giaffa

La spinta che aveva favorito l'organizzazione delle precedenti crociate si era in parte affievolita; l'entusiasmo che aveva messo in viaggio verso la Terra Santa una moltitudine di disperati in cerca di fortuna o spinti da fervore religioso, nonché cavalieri alla ricerca di facili bottini o terre da conquistare, si era attenuato, quando non addirittura tramutato in critica. Per chi era in cerca di fortuna poi occasioni affini non mancavano nella stessa Europa, che infatti era stata essa stessa teatro di crociate, quali quelle contro i cosiddetti albigesi. Lo stesso interesse economico dei mercanti verso i territori della Palestina non era più così urgente, avendo trovato alternative più favorevoli per i loro commerci ed essendosi il Levante impoverito molto a causa delle continue guerre. Soprattutto veniva a mancare l'impegno dei regnanti, che avevano problemi di consolidamento del potere nei rispettivi territori oppure contrastare nemici interni che ne minavano l'autorità. La stessa Chiesa, che dal fenomeno crociate aveva ricevuto grandi utilità, (si pensi alle ricche donazioni che molti nobili disponevano in previsione del non ritorno, oppure alle immense decime raccolte per finanziare le spedizioni) adesso doveva contrastare fenomeni interni alla cristianità come appunto il movimento cataro e le mire espansionistiche di evangelizzazione potevano essere dirette anche verso altri popoli europei non ancora convertiti. Rimaneva intatta la volontà di riprendere il controllo dei territori che avevano visto agire Gesù, però Gerusalemme era in prospettiva ormai più lontana e non più allettante come nel secolo precedente. Dovevano infine pesare anche gli smacchi militari subiti dalla cristianità.

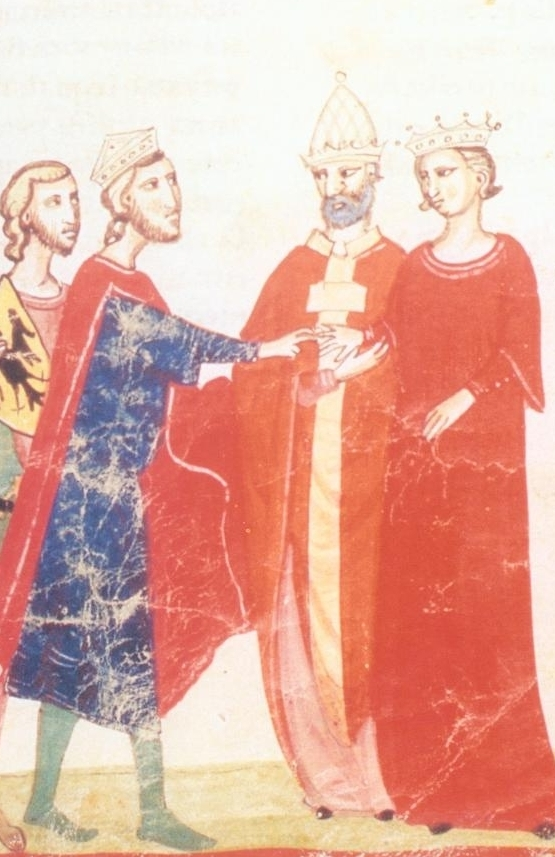
Papa Onorio III celebra il matrimonio di Federico II e Jolanda di Brienne

#### Gli impegni di Federico II
Nonostante queste premesse, papa Onorio III (come in realtà già pensava il predecessore Innocenzo III) si convinse che l'unica figura in grado di guidare con successo una nuova crociata fosse il più potente dei sovrani cristiani dell'epoca, ovvero il sacro romano imperatore Federico II di Svevia, con cui Onorio era in buoni rapporti. Il pontefice cominciò quindi a richiedere con insistenza all'imperatore la guida della nuova crociata, incontrando tuttavia forte riluttanza da parte di Federico. L'imperatore infatti non era ostile all'Islam come invece la maggioranza dei cristiani dell'epoca, rimanendone invece molto incuriosito. Forse memore del precedente infausto occorso al nonno Federico Barbarossa, caduto in occasione della spedizione organizzata ai tempi della cosiddetta crociata dei re, e poi al padre Enrico VI di Svevia, morto in procinto di partire per la crociata del 1197, o più probabilmente meno interessato allo scenario mediorientale che finiva per distrarlo dalle vicende europee, Federico II di Svevia riuscì quindi a procrastinare per vari anni la partenza per la crociata, nonostante avesse preso la croce già nel 1215. Le pressioni di Onorio III rimasero comunque forti e costanti, tanto che nel 1223 Federico accettò il matrimonio combinato dal papa tra lui e la giovane regina di Gerusalemme Jolanda di Brienne. L'unione era stata appositamente escogitata dal papa per fornire a Federico la giustificazione per recarsi in Terrasanta e prendere le redini del disastrato Regno di Gerusalemme, ormai limitato solo a pochi feudi sulla costa levantina a causa delle costanti guerre contro i musulmani (anche se i baroni orientali diffidarono sempre dell'imperatore, opponendoglisi ogni qualvolta se ne prestasse l'occasione).

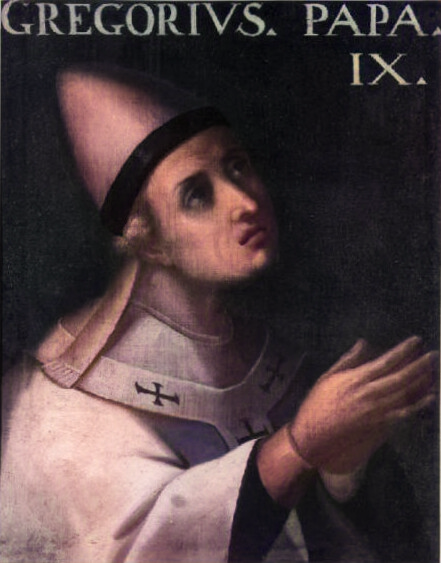
Papa Gregorio IX (1227-1241), pontefice in carica al tempo della pace di Giaffa

Federico si vide infine costretto a partire per la sesta crociata dopo molti anni di pressioni da parte di papa Onorio III e, dopo la sua morte, a causa della scomunica inflittagli dal successore, papa Gregorio IX, irritato dai continui rimandi dell'imperatore. La data originaria della partenza della spedizione era stata fissata per il 1227; l'impresa si prospettava talmente importante che il sultano d'Egitto al-Malik al-Kāmil aveva già inviato un'ambasciata a Federico per trovare un accordo diplomatico, al fine di potersi poi concentrare sul controllo dei propri domini, e lo stesso Federico aveva già varie volte inviato i suoi fedelissimi emissari Tommaso I d'Aquino e Berardo di Castagna al Cairo per continuare le trattative, ottenendo anche doni leggendari come l'elefante di Cremona. L'interesse dell'imperatore per la buona riuscita dell'impresa o, se si preferisce, una dimostrazione di spregiudicatezza nella gestione dell'affare, è testimoniata dal fatto che non si limitò a intavolare negoziati con il solo al-Kāmil; infatti i suoi inviati si recarono anche dal fratello al-Mu'azzam, per richiedere cosa potesse offrire in cambio della sua astensione dall'intervenire in favore del congiunto. La risposta sprezzante di al-Mu'azzam, ossia:
chiuse sul nascere ogni possibilità di dialogo. Il riferimento ad altri è un indubbio richiamo polemico nei confronti del fratello che aveva fatto concessioni a Federico II, che non erano ignote ad al-Mu'azzam. Oltre ai sultani ayyubidi, Federico contattò anche la Setta degli Assassini, che prontamente invece gli si dichiarò alleata e non lo ostacolò in alcun modo in Terrasanta.
Tuttavia un'epidemia aveva colpito l'esercito e lo stesso imperatore Federico, provocando la scomparsa di uno dei suoi più importanti funzionari, Ludovico IV langravio di Turingia. Il morbo che infuriò a Brindisi e nel resto della Puglia provocò numerose vittime e costrinse quindi a rimandare la crociata all'anno successivo; Gregorio non aveva creduto a tale versione dei fatti e, furibondo, aveva scomunicato l'imperatore il 28 settembre 1227 ad Anagni.
Ivi pronunciò la condanna, che confermò l'anno seguente a Roma. L'anatema papale era stato emesso sulla base di un giuramento fatto nel 1215 ad Aquisgrana; in quell'occasione Federico dichiarò che si sarebbe recato da crociato in Terra Santa, e nonostante diverse proroghe che gli erano state concesse, impegno non era stato mantenuto come lo Federico stesso riconosceva. La condanna era motivata anche dall'ambizione di Gregorio di riaffermare la superiorità papale sul potere imperiale, utilizzando quindi la malagestione della crociata come scusa per arrivare allo scontro con Federico. L'estrema severità del pontefice trova in parte giustificazione in punto di diritto dalle stesse parole pronunciate dal sovrano in occasione del suo ennesimo giuramento, ossia:
(Resoconto di Riccardo di San Germano sul giuramento di Federico II di Svevia il 25 lugio 1225 a San Germano.)
 quindi Federico II si riteneva obbligato ad adempiere, e in caso di sua scomparsa prematura l'incombenza sarebbe ricaduta sui suoi eredi, senza possibilità di opporre scusanti anche dovute a forza maggiore.

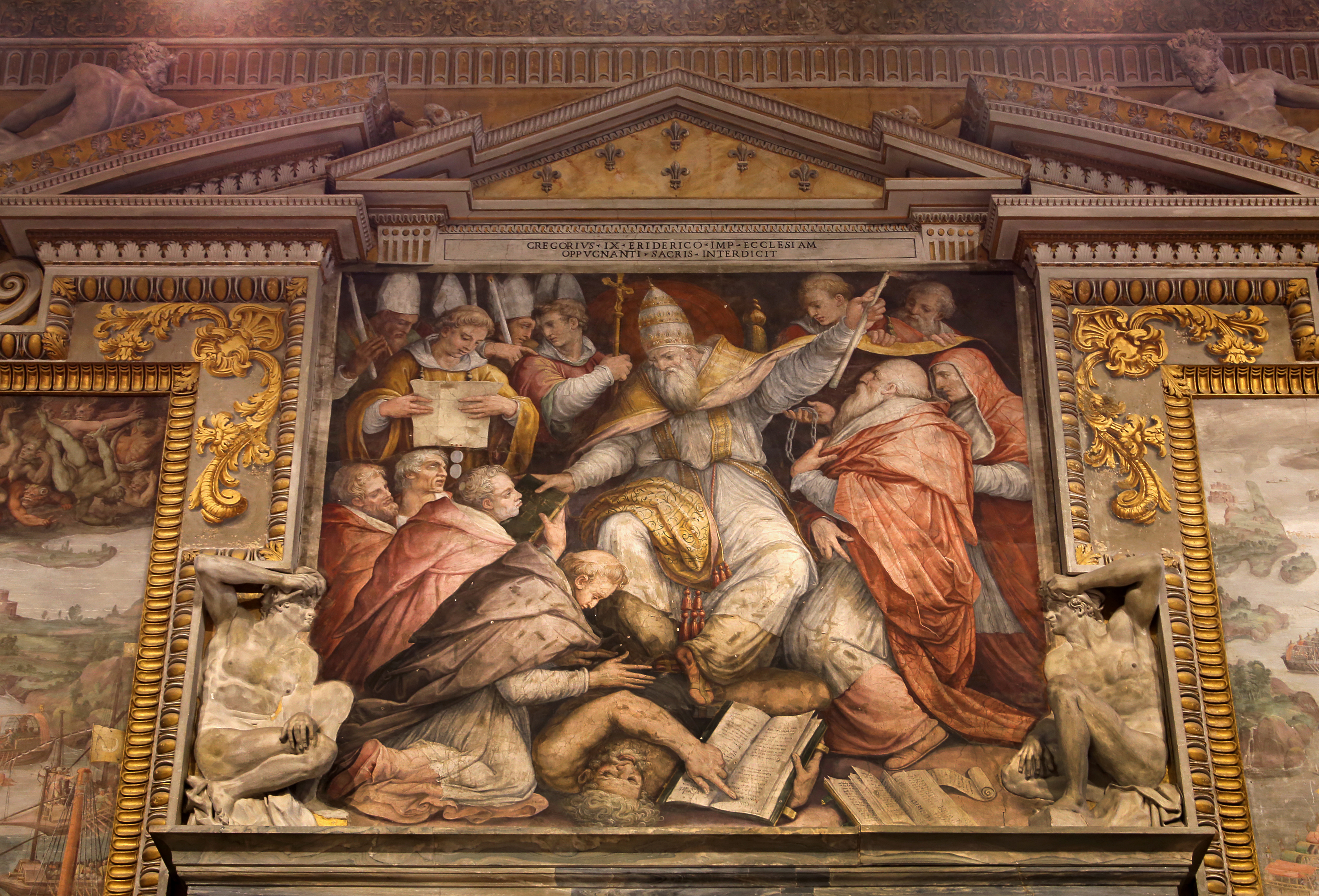
Giorgio Vasari rappresenta Gregorio IX che pronuncia la scomunica contro Federico II

Nonostante il paradosso di avere una crociata guidata da uno scomunicato, Federico si dimostrò determinato a partire, e nel giugno del 1228 salpò infine dai suoi domini nel Sud Italia. La partenza di Federico era, in parte, motivata anche da notevoli ambizioni politiche: egli intendeva infatti imporre la sua autorità sul Regno di Gerusalemme e anche sul Regno di Cipro, in virtù di un vecchio giuramento di vassallaggio reso da re Amalrico I di Cipro a suo padre Enrico VI di Svevia.

La Croce di Gerusalemme. Stemma che spettava a Federico II in qualità di Re di Gerusalemme.

### Federico II in Terrasanta
Terminate le esequie per la scomparsa della giovane moglie Jolanda di Brienne, morta in seguito a complicanze legate al parto del figlio Corradino e ultimate le ultime diposizioni, quali quelle legate alla successione in caso di non ritorno dall'impresa, Federico II decise che non ci fossero più motivi per procrastinare oltre. Il viaggio per mare che partì dal porto di Brindisi il 28 giugno 1228 a bordo di una delle 40 galee che componevano l'armata secondo quanto riportato dal Breve chronicon de rebus Siculis, una sorta di reportage quotidiano scritto da un anonimo accompagnatore di Federico, mentre altre fonti forniscono dati diversi a seconda dell'intento di valorizzare o sminuire l'impegno profuso dallo Svevo nell'impresa che stava per compiere, oppure a trascrizioni imprecise da parte dei copisti, trattandosi di testi non giunti in originale. Come da consuetudine dei tempi seguì un percorso che costeggiasse ove possibile la costa, evitando di affrontare il mare aperto quando possbile, in quanto la traversata era ritenuta più pericolosa per le galee. Furono toccate le isole di Corfù, Cefalonia, Creta e Rodi, oltre ad alcuni porti sulla terraferma, per permettere agli uomini di riposarsi e per fare rifornimento soprattutto d'acqua. Durante il tragitto, Federico compì alcune soste anche nei porti dell'Anatolia, intrattenendo rapporti diplomatici con sovrani non cristiani come il sultano di Rum Kayqubad I e l'imperatore di Nicea Giovanni III Vatatze, testimoniando la natura pacifica e diplomatica della sua spedizione, volta a tessere nuovi rapporti internazionali amichevoli piuttosto che ad accumulare conquiste.
Dopo una sosta più prolungata a Cipro, che riuscì a portare sotto il suo controllo, Federico giunse in Terrasanta nella seconda metà del 1228 per assumere il comando del Regno di Gerusalemme, in quanto marito della regina Jolanda di Brienne da poco deceduta (rendendolo quindi sovrano di Gerusalemme jure uxoris) e reggente del nuovo re, cioè l'infante Corrado IV di Svevia, unico figlio suo e di Jolanda, morta nel darlo alla luce. L'imperatore giunse a San Giovanni d'Acri, ma fin da subito incontrò un ambiente che in larga parte gli era ostile: a causa della scomunica, che svincolava i sudditi cristiani dagli obblighi di obbedienza nei confronti dell'imperatore, gli ordini cavallereschi e le autorità ierosolimitane non avrebbero potuto interagire con lui, e molti infatti si rifiutarono di farlo. Riconoscendo tuttavia l'importanza dell'obiettivo della spedizione non vi furono serie opposizioni di sorta alla sua presenza, sebbene Federico optasse per non formalizzare la sua conduzione dell'impresa per non mettere in imbarazzo le autorità locali, affidando la guida ufficiale della crociata al Maestro teutonico Ermanno di Salza, al maresciallo imperiale Riccardo Filangieri e al barone siriaco Oddone di Montbéliard. Sostenuto quindi principalmente dai cavalieri teutonici, che gli rimasero fedeli nonostante l'opposizione della Chiesa, e dai crociati tedeschi e italiani, Federico marciò verso verso sud col proprio esercito, mantenendosi a un giorno di marcia di distanza da quello dei baroni orientali per ragioni di pubblica immagine.

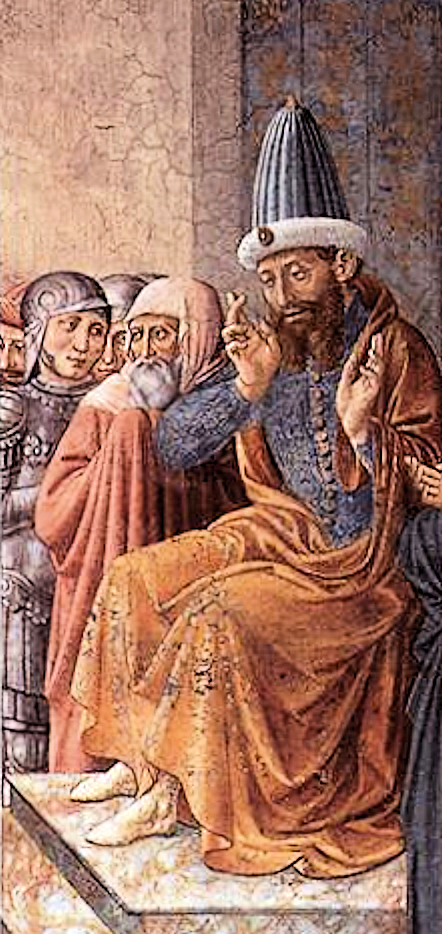
al-Kāmil dà udienza a Francesco d'Assisi in un affresco rinascimentale di Benozzo Gozzoli

Giunto alla città di Giaffa l'imperatore la occupò e ne fece riparare il sistema di difesa, anche se non aveva alcuna intenzione di combattere: già da vario tempo fervevano i rapporti diplomatici con la corte del sultano d'Egitto al-Malik al-Kāmil, che al tempo esercitava la sovranità sulla Terrasanta e come Federico non voleva arrivare allo scontro per affrontare piuttosto i propri nemici nel campo musulmano. Personalità affine a quella di Federico, al-Kāmil si era già distinto in un'altra occasione nel 1219 per un gesto divenuto celebre tra i cristiani d'occidente di tolleranza religiosa; in quel caso concesse ospitalità a Francesco d'Assisi, recatosi a Damietta mentre era in pellegrinaggio verso i luoghi santi e intenzionato a evangelizzare le popolazioni musulmane, dandogli, su sua richiesta, udienza personale a corte. Allora Al-Malik al-Kāmil si trovava a Nablus, avendo da poco pacificato la Terrasanta dopo il conflitto col defunto fratello al-Muʿaẓzam. Questo fatto rendeva meno necessario ai suoi scopi l'accordo con il sovrano cristiano in funzione di contrasto al congiunto e interessato semmai a liberasi del giovane nipote Al-Nasir Da'ud e preferiva evitare di irritare i fedeli mussulmani, certo non favorevoli al compromesso. A convincerlo del passo fu il suo rappresentante, l'emiro Fahr-ed-Din, che curò i rapporti tra lui e l'imperatore, assistito dall'ambasciatore siciliano Berardo di Castagna, arcivescovo di Palermo. Le richieste di Federico si dimostrarono tuttavia troppo onerose, e al-Malik inizialmente rifiutò di proseguire le trattative ritirandosi verso sud. I messi imperiali Baliano I de Grenier e Tommaso I d'Aquino si recarono quindi a Gaza con ricchi doni per contrattare ancora un'alleanza col sultano, ma la trattativa inizialmente non portò a nulla in quanto i rappresentanti ayyubidi lamentarono l'esosità delle richieste cristiane. La situazione era resa ancor più difficile dagli inviati del papa, incaricati di disturbare le attività di Federico mettendone in discussione l'autorità, e addirittura i più accaniti oppositori dell'imperatore si appellarono allo stesso sultano perché non cedesse Gerusalemme.

## Termini della pace

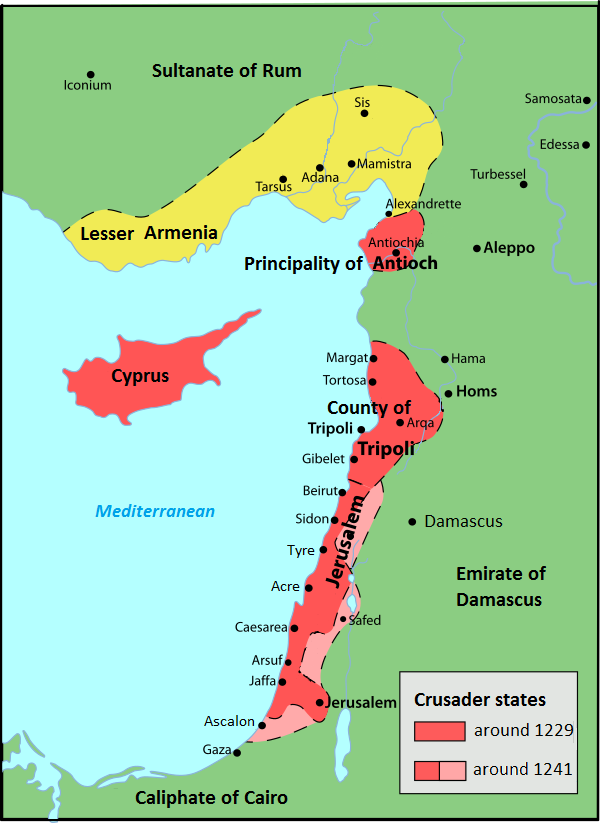
I territori governati dai crociati in Medio Oriente dopo la pace di Giaffa

Per alcuni mesi permase il nulla di fatto, ma nel frattempo l'indizione della crociata contro Federico II, con la scomunica di suo figlio Enrico VII di Hohenstaufen e l'invasione del regno di Sicilia da parte di truppe fedeli del papa guidate dall'ex-re di Gerusalemme Giovanni di Brienne (padre di Jolanda), fece brevemente piombare l'Italia nel caos, spingendo così l'imperatore a cercare in fretta la risoluzione della crociata per poter tornare in Europa e ristabilire l'ordine. Tra il gennaio e il febbraio 1229 Federico e Al-Malik al-Kāmil intensificarono i contatti, finché il 18 febbraio si giunse infine ad un accordo, firmato a Giaffa dai delegati dei due sovrani.
La stipula dell'accordo fu favorita dal fatto che il sovrano svevo poté contribuire personalmente alla stesura in quanto profondo conoscitore della cultura dei saraceni, da interessato studioso di opere poetiche, filosofiche e scientifiche del Vicino Oriente e in grado di scrivere e comprendere testi in lingua araba senza l'intermediazione di un traduttore, avendo avuto a servizio presso la sua corte funzionari musulmani. Inoltre l'imperatore, potendo trattare direttamente in arabo con l'emiro ed emissario egiziano Fahr al-Dīn, riuscì ad acquisirne la fiducia e a stabilire contatti più amichevoli col sultano di quanto sarebbe stato normalmente possibile nella diplomazia del tempo.
Nel trattato di pace di Giaffa, stilato in nove capitoli e redatto in latino e arabo, il cui testo originale non è si è conservato e di cui conosciamo il contenuto sulla base di testimonianze di autori sia cristiani che musulmani, si stabiliva:
1. una tregua di dieci anni, cinque mesi e quaranta giorni tra cristiani e musulmani in tutto il Medio Oriente;
2. la restituzione di numerosi territori precedentemente conquistati dai musulmani, fra i quali Gerusalemme (di cui vennero comunque abbattute le mura), Nazareth e Betlemme;
3. il mantenimento del possesso musulmano di alcune zone particolarmente sacre di Gerusalemme, cioè la Spianata delle moschee, la Cupola della Roccia e la moschea al-Aqṣā;
4. la condivisione dei luoghi santi cristiani e musulmani, permettendovi l'accesso ai fedeli di entrambe le religioni, che quindi potevano circolare liberamente;
5. la totale tolleranza religiosa e gli uguali diritti giuridici tra cristiani e musulmani, processabili solo dalle proprie autorità politico-religiose;
6. l'inviolabilità delle chiese e delle moschee di Gerusalemme;
7. un'alleanza di fatto tra Sacro Romano Impero e sultanato ayyubide, impegnati a non attaccarsi a vicenda ma anzi ad assistersi e a far rispettare la pace.

Se è certo che le disposizioni si applicavano nei confronti dei cristiani che oggi definiremmo cattolici, si può lecitamente ipotizzare che la libertà di accesso ai luoghi santi si estendesse anche ai fedeli ortodossi; non ci sono giunte informazione circa le condizioni cui erano invece sottoposti gli ebrei presenti nella regione e se la tolleranza si estendesse anche nei loro confronti o se permanessero limitazioni (anche se, vagamente, i beneficiari del trattato erano «tutti gli adoratori del Vecchio Testamento»). Dopo la firma dell'accordo Tommaso I d'Aquino si recò dal califfo al-Mustanṣir bi-llāh di Baghdad per ottenerne la ratifica, ma non è nota l'accoglienza dell'ambasceria. Il trattato, che stupì e scandalizzò molti dei contemporanei, era il primo serio tentativo di mediazione pacifica tra il mondo cristiano e quello musulmano, fino a quel momento sempre stati in rotta di collisione e scontro reciproco.
Tra gli ambasciatori saraceni che collaborarono all'accordo figura Shams al-Dīn, che ebbe il ruolo di accompagnare Federico II nel marzo successivo a visitare Gerusalemme perché ne prendesse possesso e del breve soggiorno fece un resoconto a cronisti contemporanei; tra le informazioni che ci sono pervenute anche un breve aneddoto, che dimostra la volontà di far rispettare i termini dell'accordo, occorso all'imperatore svevo che riprese con severità un sacerdote cristiano intento ad accedere nella moschea al-Aqṣā per portare la parola di Cristo con le seguenti parole:

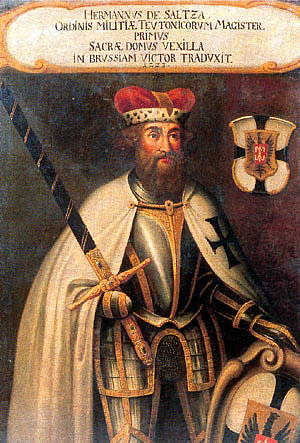
Ritratto del Gran Maestro teutonico Ermanno di Salza, uno dei principali sostenitori di Federico II e della pace di Giaffa

(Federico II di Svevia)

## Reazioni e conseguenze

### Critiche al trattato

#### Cristiani
Le autorità ecclesiastiche reagirono in modo furibondo al trattato: a tanto si spingeva l'odio contro i saraceni che il legato papale condannò il trattato, mentre papa Gregorio IX ribadì la scomunica di Federico. Positivo fu invece il giudizio del Gran Maestro dei cavalieri teutonici Ermanno di Salza, sostenitore di Federico, che condannò a sua volta la reazione ostile della Chiesa. Tra i motivi di censura fu sottolineato proprio il fatto che l'esito benché favorevole fosse stato raggiunto in modo incruento, ma come è stato fatto osservare la critica era in parte pretestuosa; lo stesso Innocento III aveva qualche anno prima aveva rivendicato la restituzione di Gerusalmenne pacificamente all'allora sultano egiziano in carica Al-Adil e la stessa ricerca di relazioni diplomatiche improntate al dialogo con i musulmani non era certo stata prerogativa del solo Federico II, trattandosi di uno strumento utilizzato da altri regnanti cattolici (Riccardo Cuor di Leone) che contemporanei avversi allo Svevo (Giovanni da Brienne). Certo è che benché in maniera "inconsuetamente pacifica" per l'epoca, la sesta crociata era stata un successo, essendo riuscita nell'obbiettivo che le precedenti crociate avevano fallito, ovvero conquistare Gerusalemme. La pace di Giaffa ebbe un'accoglienza generalmente positiva nel resto della comunità cristiana, anche se venne duramente criticata la decisione di lasciare Gerusalemme sguarnita di mura, rendendola così vulnerabile a una successiva riconquista islamica. Probabilmente Federico intendeva la pace solo come un provvedimento provvisorio, con l'intenzione di rinnovarla in futuro provvista di termini più vantaggiosi per i cristiani contando sulla continuazione dei buoni rapporti con al-Kāmil.

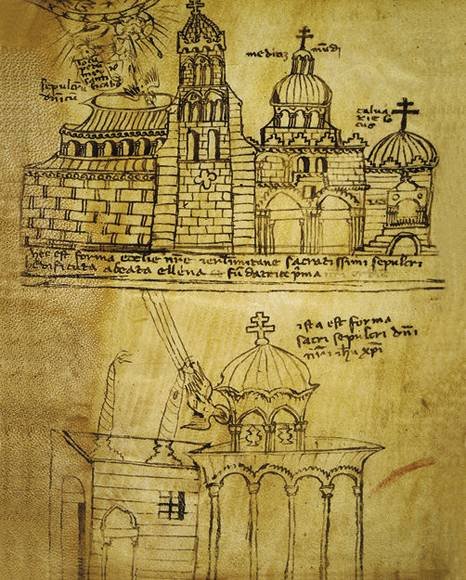
La Basilica del Santo Sepolcro dove avvenne l'autoincoronazione raffigurata alcuni anni prima (1149)

Il raggiungimento frettoloso della pace di Giaffa lasciò comunque insoddisfatti molti nobili ierosolimitani, sentitisi scavalcati dall'autorità di Federico. La situazione era talmente tesa che, quando subito dopo la stipula del trattato Federico si recò in pellegrinaggio a Gerusalemme, il patriarca latino Geraldo di Losanna si rifiutò di recarsi con lui e anzi chiese all'arcivescovo di Cesarea di pronunciare l'interdetto sulla Città Santa, vietando di fatto in città lo svolgimento di funzioni religiose, provvedimento che sconcertò gli stessi fedeli che giungevano in quei luoghi in pellegrinaggio, ma che non ebbe gli effetti sperati. Federico allora, in sfida alle proibizioni ecclesiastiche il giorno precedente all'entrata in vigore dell'interdetto, si autoincoronò imperatore e re di Gerusalemme nella Basilica del Santo Sepolcro, evento eccezionale che sarebbe stato replicato, sei secoli più tardi, solamente da Napoleone Bonaparte. Non sfuggiva a Federico II e ai suoi consiglieri, su tutti ad Ermanno di Salza che era tra quelli più vicini al sovrano, che sia la visita ai luoghi sacri da parte di un cristiano scomunicato, seppure imperatore, che il rito di incoronazione, erano atti che potevano come minimo irritare le gerarchie ecclesiastiche, ma ritenevano d'aver intrapreso alcune precauzioni al fine di evitare accuse di empietà. Federico II infatti non partecipò ai riti religiosi al Santo Sepolcro, che gli erano vietati dalla sua condizione e prese la corona con un rito "informale", ovvero senza l'intervento di ecclesiastici come si era soliti fare dai tempi di Carlo Magno. Eppure neanche questi accorgimenti furono sufficienti al ritiro del provvedimento di scomunica che con ogni probabilità Federico II riteneva d'essersi meritato, causando invece un ulteriore irrigidimento soprattutto da parte di Gregorio IX.
Una delle riserve ritenuta fondata che gli venivano opposte da parte di coloro che non accettavano la sua sovranità su questo territorio, vi era il fatto che consideravano il vero titolare alla carica il figlioletto Corradino in qualità di erede legittimo della scomparsa Jolanda e l'imperatore un mero usurpatore di un diritto del vero erede al trono.
Fra le voci che si levarono contro Federico II ci fu anche quella di chi lo accusava esplicitamente di essere un pessimo cristiano se non addirittura un non credente; tra i molti esempi che venivano portati a favore della tesi c'era il fatto che lui aveva dimostrato di tenere in gran conto alcune scelte dei fedeli musulmani e si citava una sua frase di ammirazione verso coloro che sfoggiavano il titolo di califfo, allorché Fahr al-Dīn lo informò che la carica spettava ai discendenti di Maometto, pronunciando le seguenti parole:
(Frase di Federico II di Svevia.)
Fu suggestionato da questa presunta tiepida religiosità dello Svevo lo stesso Dante che pose Federico II nel canto decimo dell'Inferno della Divina Commedia, facendolo citare dal ghibellino Farinata degli Uberti con queste parole:
(Divina Commedia, Inf. X (eretici ed epicurei) 119-120, Farinata degli Uberti)
nel luogo dove venivano punite le anime degli eretici, fatto che risulta singolare in quanto fu proprio l'Hohenstaufen a emanare negli anni seguenti alcuni dei provvedimenti più severi nei confronti di coloro che venivano condannati come tali dalla Chiesa. L'eresia veniva inquadrata dal punto di vista del diritto penale nel delitto di lesa maestà, sulla scorta di quanto previsto dal diritto romano, proprio in quegli anni tornava nuovo vigore lo studio il diritto giustinianeo, con conseguenze ancor più gravose verso gli eretici (il crimine prevedeva la damnatio memoriae); non solo era prevista la pena capitale, ma anche conseguenze sui discendenti privati della proprietà dei beni del condannato (era prevista la confisca degli stessi).

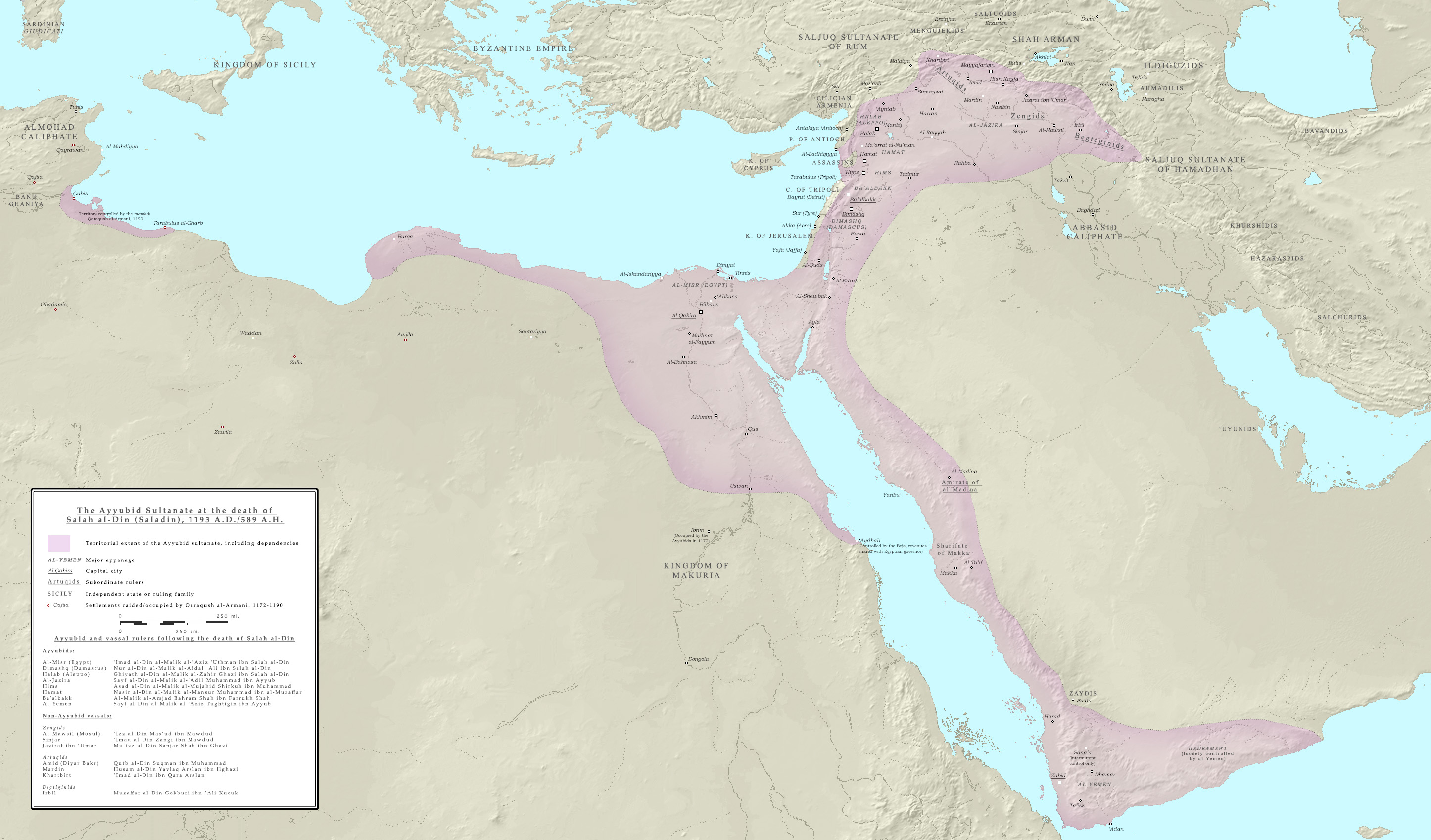
Il sultanato degli Ayyubidi comprendeva buona parte del Medioriente dell'epoca, dando di fatto al sultano al-Kamil il ruolo di guida dell'Islam

Inoltre l'imperatore in quel periodo scoprì un complotto dei templari ai suoi danni grazie a una delazione delle spie di al-Kāmil, esacerbando quindi ulteriormente il conflitto col papa. Questo malcontento fece presto vacillare i termini della pace, e negli anni seguenti numerose scaramucce di confine tra cristiani e musulmani rischiarono di rompere la tregua. Federico, non potendosi trattenere in Terrasanta, era infatti rientrato in Europa e aveva lasciato dei luogotenenti a gestire la situazione, che si dovettero duramente scontrare coi bellicosi baroni levantini ostili all'autorità imperiale. Anche Federico diede un pessimo addio all'Oriente: dovendo salpare da San Giovanni d'Acri nell'estate 1229, trovò una città in tumulto, con la popolazione aizzata contro di lui da Geraldo di Losanna e dai templari, che furono assediati dagli imperiali nei palazzi vescovili per evitare scontri armati. Comunque, dopo la stipula del trattato di San Germano che ristabiliva la pace tra papato e impero nel 1230, Gregorio IX accettò di fatto la pace e anzi ammonì duramente chi in Oriente stava ancora tentando di sabotarla, come il suo legato Geraldo di Losanna e il nobile ribelle Giovanni di Ibelin.

#### Musulmani
Ugualmente criticato nel mondo musulmano e accusato di essere in combutta con gli infedeli fu il sultano Al-Malik al-Kāmil, che dopo la firma della pace s'impegnò a riunire sotto il proprio dominio tutto il Medio Oriente islamico con una serie di vaste campagne militari. Sebbene l'accordo per al-Kāmil fosse con ogni probabilità solo da considerarsi poco più che temporaneo e di scarsa importanza tanto che arrivava a dichiarare:

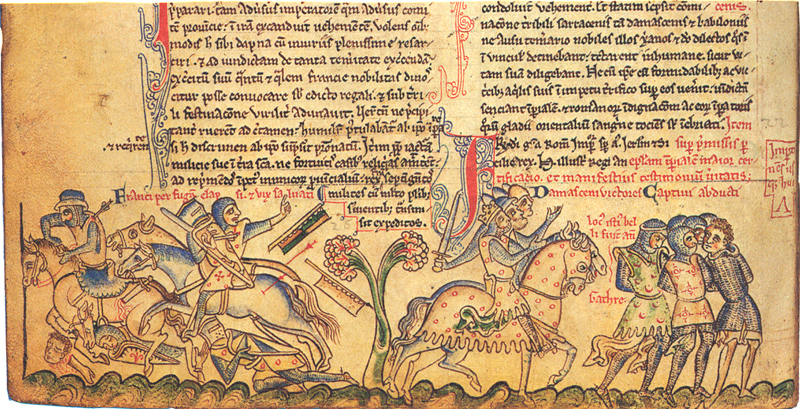
Miniatura della cronaca di Matteo Paris che mostra la disfatta finale dei cristiani in Terrasanta

(Al-Malik al-Kāmil)
 al-Kāmil fu richiamato dal califfo al-Mustanṣir bi-llāh per i termini della pace giudicati troppo generosi, e anche gli altri sultani musulmani gli espressero il proprio disappunto per l'accordo. Nel sultanato ayyubide scoppiarono anche numerosi tumulti popolari, che tuttavia al-Kāmil stroncò velocemente saccheggiando numerose moschee e minacciando provvedimenti più pesanti contro gli zeloti islamici. Le proteste quindi presto si quietarono, anche perché la nuova pace mediorientale ottenuta col trattato permise al sultano di rafforzare notevolmente il proprio potere politico, scongiurando anche l'indizione di nuove crociate e contribuendo a diffondere la buona nomea di Federico presso i musulmani, che lo vedevano con simpatia e ammirazione per la sua propensione al dialogo con l'Islam.

### La fine della pace
La pace risultante dal trattato fu comunque ben accetta e, finché rimase forte l'autorità dei suoi sottoscrittori, la situazione politica mediorientale rimase stabile. Tuttavia, dopo la morte di Al-Malik al-Kāmil nel 1238 e l'indebolimento dell'impero di Federico, impegnato nei continui scontri contro il papa e i guelfi, i baroni riuscirono ad esautorare i funzionari imperiali e a riprendere il controllo del Regno di Gerusalemme, che era comunque ormai giunto al collasso. Già nel 1239 infatti i Corasmi, popolazione dell'Asia Centrale messa in fuga dall'avanzata dei Mongoli di Gengis Khan, si abbatterono sul Medio Oriente, invadendo anche il regno crociato e conquistando Gerusalemme, rimasta priva di mura proprio come sancito dal trattato di Giaffa e quindi indifesa.
La crociata del 1239, guidata da re Tebaldo I di Navarra e dal principe Riccardo di Cornovaglia e supportata logisticamente da Federico, riuscì brevemente a riconquistare Gerusalemme, sempre per via diplomatica, ma il successo fu di breve durata. Già nel 1244 i Corasmi tornarono all'attacco, riprendendo e saccheggiando Gerusalemme anche grazie al sostegno del nuovo sultano d'Egitto Al-Ṣāliḥ Najm al-Dīn Ayyūb, figlio di al-Kāmil ma a differenza del padre ostile ai cristiani. L'Europa, maggiormente preoccupata per l'invasione mongola della sua parte orientale, infine non si curò troppo dell'ennesima perdita di Gerusalemme, gettando quindi il seme perché diventasse definitiva.
Le ambizioni dei signori locali, che avevano portato al definitivo crollo del regno, e l'indizione della settima crociata guidata da Luigi IX di Francia in risposta alla nuova perdita di Gerusalemme, finirono per rinnegare definitivamente i termini della pace di Giaffa, che una volta infranta non fu possibile ristabilire, con la Città Santa mai più tornata in mano cristiana. Nonostante Al-Ṣāliḥ Najm al-Dīn Ayyūb si fosse detto disposto a trattare coi sovrani cristiani per render loro ancora una volta Gerusalemme, la sua intenzione di avere come interlocutore principale sempre Federico II spinse il nuovo papa Innocenzo IV, acerrimo nemico dell'imperatore, a rifiutare qualsiasi accordo, abbandonando quindi definitivamente Gerusalemme in mani musulmane.

### Rapporti con la Chiesa: la crisi si acuisce
Tra le speranze riposte da Federico II nell'impresa che si era conclusa, dal suo punto di vista con un indubbio successo, poteva esserci il miglioramento dei rapporti con le gerarchie ecclesiastiche, in primis il Sommo Pontefice. Ebbene tale augurio non potè essere più smentito. La crociata aveva finito per assumere per lo Svevo un significato che andava aldilà della mera impresa; infatti da una personalità con il carattere dell'Hohenstaufen fu interpretata in senso quasi messianico. Ormai si sentiva in una condizione che lo poneva su un piano superiore a quello degli altri esseri umani, pontefici compresi; in tal senso riteneva di non essere più sottoposto a giudizio di alcuna autorità che non fosse Dio.
Tutto ciò non poteva che influenzare i suoi sostenitori, i quali ora lo identificavano come il sovrano che avrebbe portato la cristianità verso un periodo di pace e un'età dell'oro. Di diverso parere i detrattori che negli anni a seguire giungeranno a paragonarlo, sempre sulla scorta di profezie millenaristiche, all'Anticristo. I rapporti non faranno che deteriorarsi e lo scontro, che impegnerà l'imperatore e i suoi avversari per tutta la sua esistenza, finirò per acuirsi. La pace di Giaffa segnerà anche in un punto di non ritorno.

### Annotazioni
1. ↑   La conoscenza approfondita che l'imperatore aveva della lingua araba è indirettamente attestata nel testo, dove si afferma l'esistenza di due epistole scritte da Federico II in quell'idioma e conservate nella cronaca araba medievale Tarih Mansuri, che l'arabista Michele Amari ritiene autentiche per forma e contenuti. Cfr. Amari 1885, pp. 319-320.

### Riferimenti
1. ↑  Horst 1998, p. 147.
2. 1 2 3 4 5 6 7 8   Francesco D'Angelo, La crociata diplomatica di Federico II di Svevia (1228-1229), su medievaleggiando.it.
3. 1 2 3 4   Claudia Grillo, La crociata di Federico II e la riconquista di Gerusalemme, su storienapoli.it, 5 giugno 2020.
4. 1 2 3 4 5 6 7 8 9 10 11 12 13 14 15 16 17 18 19 20 21 22 23 24  (EN) Thomas S. Madden e Marshall B. Baldwin, The Crusade of Frederick II, su britannica.com, 22 luglio 2025.
5. ↑  Cardini 1977, p. 112.
6. ↑  Cardini 1977, pp. 102-103.
7. ↑  Cardini 1977, pp. 128-129.
8. ↑  Cardini 1977, pp. 108-113.
9. ↑  Cardini 1977, p. 114.
10. ↑  Cardini 1977, p. 117.
11. ↑  Cardini 1977, p. 107.
12. ↑  Cardini 1977, p. 106.
13. 1 2  Pacifico 2020, pp. 13-15.
14. ↑   Federico I imperatore, detto il Barbarossa, su Treccani.it. URL consultato il 22 luglio 2025. Nelle note biografiche viene riportato l'evento del decesso.
15. ↑  Kantorowicz 1988, pp. 159-160.
16. ↑  Pacifico 2020, p. 16.
17. 1 2 3  Pacifico 2020, p. 17.
18. 1 2 3 4  Pacifico 2020, p. 18.
19. ↑  Kantorowicz 1988, p. 160.
20. 1 2 3 4 5 6 7 8  Kantorowicz 1988, p. 170.
21. ↑  Mandalà 2011, pp. 418-419.
22. 1 2 3 4 5  Cuozzo 2005.
23. ↑  Mandalà 2011, pp. 429-431.
24. 1 2  Takayama 2010, p. 174.
25. ↑  Takayama 2010, p. 174
26. ↑  Mandalà 2011, p. 425.
27. 1 2 3  Mandalà 2011, p. 424.
28. 1 2 3  Horst 1998, p. 138.
29. ↑  Kantorowicz 1988, p. 161.
30. ↑  Kantorowicz 1988, p. 163
31. ↑  Delle Donne 2022, p. 36.
32. ↑  Horst 1998, p. 138-139.
33. ↑  Kantorowicz 1988, p. 164.
34. 1 2  Delle Donne 2022, p. 37
35. ↑  Kantorowicz 1988, pp. 166-167.
36. 1 2 3  Kantorowicz 1988, p. 167.
37. 1 2 3  Kantorowicz 1988, p. 169.
38. 1 2 3  Delle Donne 2022, p. 48
39. ↑  Delle Donne 2022, pp. 48-49
40. ↑  Pacifico 2022, pp. 18-19.
41. 1 2 3 4 5  Pacifico 2022, p. 19.
42. 1 2 3 4 5 6 7 8 9   prof. Marcello Pacifico, La Pace di Giaffa, Patrimonio dell'Umanità (PDF), su video.unipegaso.it.
43. ↑  Mandalà 2011, p. 423.
44. ↑  Kantorowicz 1988, p. 177.
45. ↑  Kantorowicz 1988, p. 173.
46. ↑  Gabrieli 1926, p. 636.
47. ↑  Gabrieli 1926.
48. ↑  Amari 1885, p. 320.
49. ↑  Kantorowicz 1988, pp. 172-173.
50. ↑  Pacifico 2020, pp. 19-20.
51. 1 2 3 4  Kantorowicz 1988, p. 174.
52. 1 2  Mandalà 2011, p. 420.
53. 1 2 3  Kantorowicz 1988, p. 176.
54. ↑  Pacifico 2020, p. 20.
55. 1 2  Pacifico 2020, pp. 14.
56. ↑  Pacifico 2020, pp. 17 nei confronti delle controparti saracene.
57. 1 2 3  Abulafia 1990, p. 138.
58. ↑  Kantorowicz 1988, p. 183.
59. 1 2  Delle Donne 2022, pp. 80 e seguenti.
60. ↑   Mario Esposito, Una manifestazione d'incredulità religiosa nel medioevo: Il detto dei "Tre Impostori" e la sua trasmissione da Federico II a Pomponazzi. (abstract), in Archivio Storico Italiano, vol. 89, 3 (339) Serie 7, Casa Editrice Leo S. Olschki s.r.k., 1931,  p. 25, JSTOR 26241009. URL consultato il 29 luglio 2025.
61. 1 2 3  Novarese 2005.
62. ↑  Kantorowicz 1988, p. 189.
63. ↑  Pacifico 2020, p. 21.
64. ↑  Abulafia 1990, p. 154.
65. 1 2 3  Kantorowicz 1988, p. 175.
66. 1 2  Kantorowicz 1988, p. 560.
67. 1 2  Pacifico 2020, p. 26.
68. ↑  Kantorowicz 1988, pp. 558-559.
69. ↑  Pacifico 2020, p. 23.
70. ↑  Pacifico 2020, p. 24.
71. ↑  Kantorowicz 1988, p. 589.
72. 1 2  Cardini 1977, p. 132.
73. 1 2  Pacifico 2020, p. 25.
74. 1 2 3 4  Delle Donne 2022, p. 88 e seguenti.